# Bruno Molajoli
Bruno Molajoli, né le 29 janvier 1905 à Fabriano et mort le 19 mai 1985 à Rome, est un historien de l'art et muséologue italien.
Professeur d'histoire de l'art dans diverses universités, il occupe à plusieurs reprises le poste de surintendant à la conservation des biens culturels dans différentes villes d'Italie. À Naples, il s'implique dans la conservation du patrimoine menacé par la seconde Guerre mondiale. C'est dans cette ville que, quelques années après, il mène à bien la restauration du palais royal de Capodimonte.

## Biographie
Bruno Molajoli naît le 29 janvier 1905 à Fabriano, où son père est horloger.
Après des études dans un lycée de Jesi, il s'inscrit à l'université de Bologne en 1923, puis à celle de Rome en 1925 où il obtient son doctorat en Lettres en 1928 avec une thèse consacrée à Gentile da Fabriano. Il est brièvement bibliothécaire du Sénat jusqu'en avril 1930, date à laquelle il est nommé inspecteur pour la Surintendance de l'art médiéval et moderne d'Ancône. En 1933, lauréat du concours d'inspecteur des antiquités et des beaux-arts, il est muté à la Surintendance de Bari.
Ayant obtenu une promotion en 1936, il arrive à Trieste, supervisant jusqu'en 1939 d'importants chantiers de fouilles et de restauration, notamment sur le site du théâtre romain. Il est nommé à Naples en juillet 1939. Pendant la Seconde Guerre mondiale, il parvient à soustraire plus de 59 000 œuvres d'art au pillage des Allemands en les dissimulant dans des cachettes ; il les fait réinstaller à Naples après l'arrivée des Alliés en 1943. Il fait restaurer une quarantaine d'édifices endommagés par les bombardements de la ville.

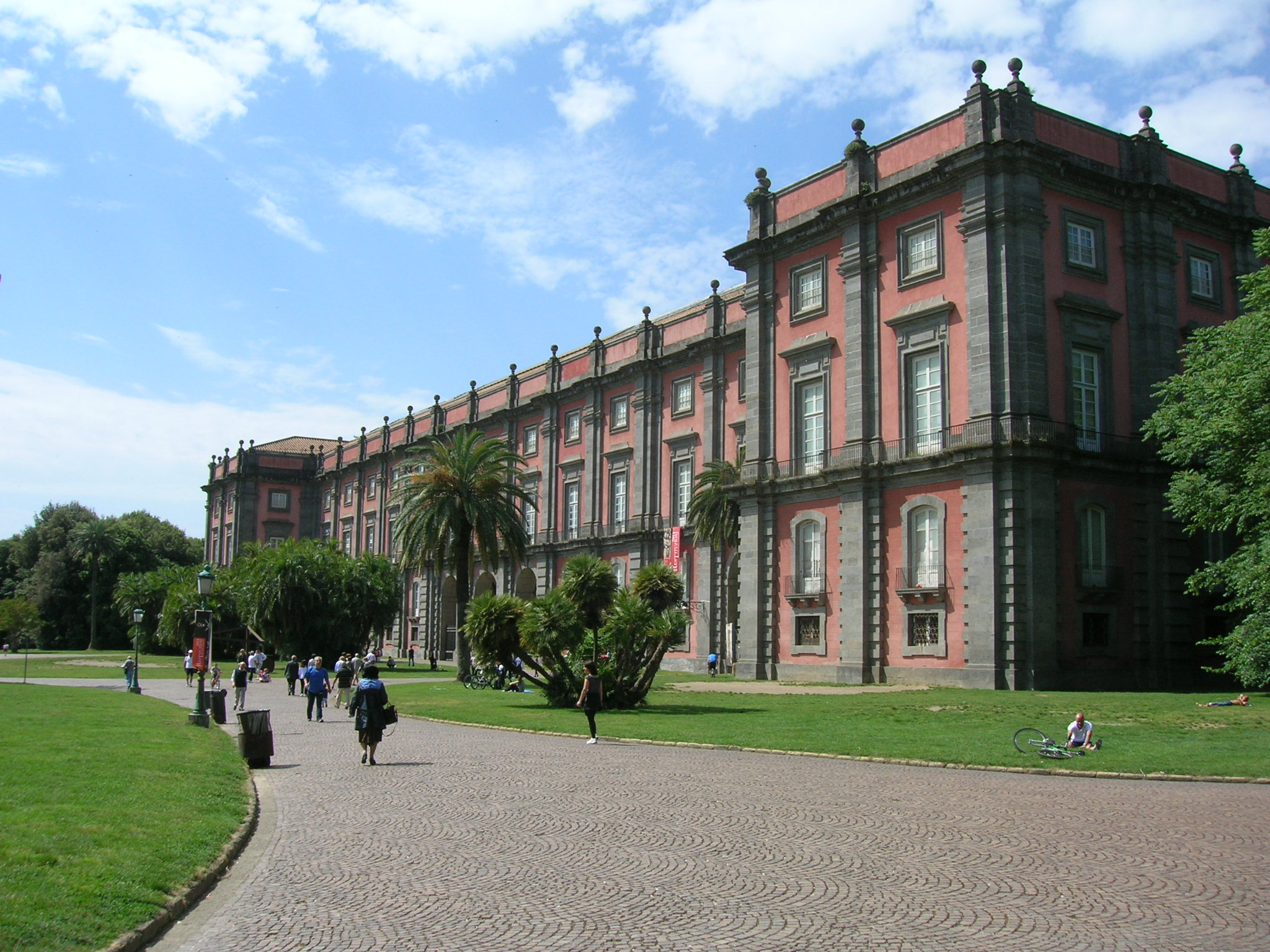
Palais royal de Capodimonte.

Par la suite, il crée plusieurs musées de la ville et en 1951 il entreprend la restauration du palais royal de Capodimonte, chantier qui arrive à son terme six ans plus tard. Il est nommé directeur général des Antiquités et des Beaux-Arts en 1959, poste qu'il abandonne en 1970, atteint par la limite d'âge.
Il est membre de nombreuses sociétés et académies scientifiques en Italie, dont l'académie pontificale des beaux-arts et des lettres des virtuoses au Panthéon, et à l'étranger.
Bruno Molajoli, âgé de 80 ans, meurt le 19 mai 1985 à Rome.

## Principales publications
- (it) Gentile da Fabriano, Edizione dello Stab. Tip, 1927, 125 p.
- (it) Musei e opere d'arte di Napoli attraverso la guerra, Soprintendenza alle Gallerie, 1948, 141 p.
- (it) Il Museo di Capodimonte, Di Mauro, 1961, 98 et 50 p.

## Distinctions et hommages
- chevalier grand-croix dans l'ordre du Mérite de la République italienne[3] ;
- médaille du Mérite de la culture et de l'art[3] ;
- commandeur dans l'ordre national de la Légion d'honneur[3].

C'est en 1994 qu'est inaugurée à Fabriano la « pinacothèque Bruno Majoli ». À Naples, c'est la « bibliothèque d'histoire de l'art », proche du château Sant'Elmo qui porte son nom. À Rome, la plus grande salle de réunion du complexe monumental de San Michele a Ripa Grande (siège du ministère des Biens culturels et de l'Environnement) est baptisée « salle Bruno Molajoli ».
La « Via Bruno Molajoli » se trouve dans le Municipio X de Rome, secteur sud-ouest de la ville qui confine à Ostie.